# 洛拉 (印尼)
洛拉（Lolak）是印度尼西亚北苏拉威西省的一个城镇，是博朗蒙贡多县的县治所在，北滨苏拉威西海，东南距哥打莫巴谷35公里。2010年统计，洛拉所在的洛拉区（Kecamatan Lolak）共有24,740人。

## 资料来源
1. ↑  Biro Pusat Statistik, Jakarta, 2011.